# Бетлен, Иштван
И́штван Бе́тлен, граф Бетлен (венг. Bethlen István [ˈbɛtlɛn ˈiʃtvaːn]; 8 октября 1874, Герньесег, Трансильвания, Австро-Венгрия (совр. Горнешти, жудец Муреш, Румыния) — 5 октября 1946, Москва, СССР) — венгерский политик, премьер-министр Королевства Венгрии в 1921—1931 годах.

## Биография
Иштван Бетлен родился в аристократической семье в Трансильвании. В 1901 году был впервые избран в парламент. Во время Парижской мирной конференции находился в составе венгерской делегации; после провозглашения Венгерской Советской Республики в 1919 году вернулся в Венгрию и был одним из лидеров расположившегося в Сегеде антисоветского правительства наряду с Миклошем Хорти. После ликвидации ВСР вернулся в парламент.
14 апреля 1921 года Бетлен был назначен премьер-министром по указу регента Миклоша Хорти. Новый кабинет пользовался поддержкой созданной самим Бетленом консервативной Партии национального единства. В 1921 году также некоторое время был исполняющим обязанности министра финансов, а в 1924 году — министра иностранных дел.
Важным внешнеполитическим достижением Бетлена стало вступление Венгрии в Лигу Наций 18 сентября 1922 года. В 1927 году был заключён договор о дружбе с Италией, который символизировал выход Венгрии из внешнеполитической изоляции. Кабинет Бетлена также пытался добиться пересмотра Трианонского договора, однако ему это не удалось.

Внутри страны правительство Бетлена проводило консервативный авторитарный курс, но при этом большинство реальных рычагов власти находились у Миклоша Хорти. В 1921 году подписал тайный пакт Бетлена-Пейера с лидером Социал-демократической партии Венгрии Кароем Пейером. В 1922 году населению были урезаны избирательные права: избирательное право сохранилось в полном объёме для 38 % граждан; кроме того, было отменено тайное голосование. Экономическое положение страны в годы премьерства Бетлена оставалось тяжёлым: промышленное производство приблизилось к довоенному уровню лишь к 1927—1928 годам. После начала Великой депрессии экономическое состояние Венгрии ухудшилось. В стране значительно выросла безработица (к 1932 году она составляла 60 % среди промышленных и сельскохозяйственных рабочих), и 24 августа 1931 года Бетлен ушёл в отставку с поста премьер-министра.

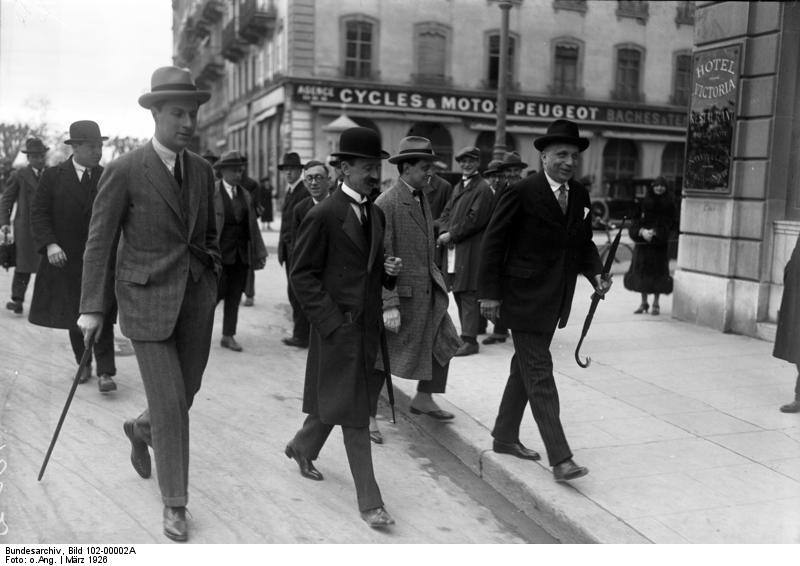
Иштван Бетлен, 1926 год

Бетлен практически ушёл из большой политики, хотя в середине 1930-х был одним из главных критиков курса Дьюлы Гёмбёша со стороны умеренных консерваторов. В 1936 году Бетлен был назначен тайным советником; он выступал против сближения Венгрии с Германией, а в конце Второй мировой войны пытался заключить сепаратный мир с Англией и США. В апреле 1945 года после оккупации Венгрии советскими войсками Бетлен был арестован и 5 октября 1946 года умер в Москве в Бутырской тюрьме. Был захоронен на Донском кладбище; поскольку позднее установить местонахождение останков не представлялось возможным, в 1994 году в Будапешт была привезена капсула с кладбищенской землёй, которую заложили под памятную плиту на кладбище Керепеши.